# قياس شكل الدماغ
قياس شكل الدماغ هو حقل فرعي من علوم الدماغ، ويهتم بقياس هياكل الدماغ والتغيرات أثناء التطور والشيخوخة والتعلم والمرض والتطور. نظرًا لأن التشريح الشبيه بالتشريح مستحيل عمومًا على الأدمغة الحية، فإن قياس شكل الدماغ يبدأ ببيانات التصوير العصبي، والتي يتم الحصول عليها عادةً من التصوير بالرنين المغناطيسي (MRI). وُلدت هذه البيانات رقمية، مما يسمح للباحثين بتحليل صور الدماغ بشكل أكبر باستخدام الأساليب الرياضية والإحصائية المتقدمة مثل تقدير الشكل أو التحليل متعدد المتغيرات. يسمح هذا للباحثين بتحديد السمات التشريحية للدماغ من حيث الشكل والكتلة والحجم (مثل الحُصين أو القشرة البصرية الأولية مقابل القشرة البصرية الثانوية)، واشتقاق معلومات أكثر تحديدًا مثل حاصل الدماغ، وكثافة المادة الرمادية والاتصال بالمادة البيضاء، أو التدوير، أو سمك القشرة، أو كمية السائل النخاعي يمكن بعد ذلك تعيين هذه المتغيرات داخل حجم الدماغ أو على سطح الدماغ، مما يوفر طريقة ملائمة لتقييم نمطها ومداها بمرور الوقت، عبر الأفراد أو حتى بين الأنواع البيولوجية المختلفة. يتطور هذا المجال بسرعة جنبًا إلى جنب مع تقنيات التصوير العصبي التي تقدم البيانات الأساسية ولكنها تتطور أيضًا جزئيًا بشكل مستقل عنها، كجزء من مجال المعلوماتية العصبية الناشئ، والذي يهتم بتطوير وتكييف الخوارزميات لتحليل تلك البيانات.

## الخلفية

### المصطلح
غالبًا ما يستخدم مصطلح رسم خرائط الدماغ بالتبادل مع قياس شكل الدماغ ، على الرغم من أن رسم الخرائط بالمعنى أضيق لإسقاط خصائص الدماغ على نموذج دماغ هو ،حقل فرعي من قياس شكل الدماغ. من ناحية أخرى ، على الرغم من أنه نادرًا ما يتم استخدام القياس العصبي أحيانًا كمرادف لقياس شكل الدماغ (خاصة في الأدبيات السابقة ، على سبيل المثال Haug 1986 ) ، على الرغم من أنه من الناحية الفنية ليس سوى واحد من الحقول الفرعية.

#### مادة الاحياء
إن مورفولوجيا ووظيفة عضو معقد مثل الدماغ هي نتيجة للعديد من العمليات البيوكيميائية والفيزيائية الحيوية التي تتفاعل بطريقة معقدة للغاية عبر مقاييس متعددة في المكان والزمان ( Vallender et al. ، 2008 ). معظم الجينات المعروفة للسيطرة على هذه العمليات خلال نمو الدماغ ، النضج والشيخوخة على درجة عالية من الحفظ ( هولندا 2003 )، على الرغم من اظهار بعض الأشكال (راجع Meda et al. ، 2008 ) ، والاختلافات الواضحة على المستوى المعرفي و تكثر حتى بين الأنواع وثيقة الصلة ، أو بين الأفراد داخل النوع ( Roth and Dicke ، 2005 ).
في المقابل، الاختلافات في العيانية تشريح الدماغ (أي في مستوى التفاصيل لا تزال واضحة من قبل العين البشرية المجردة ) بما فيه الكفاية للسماح التحليلات المقارنة ، ولكن بما فيه الكفاية متنوعة لتعكس الاختلافات داخل وبين الأفراد والأنواع: كما التحليلات المورفولوجية و التي تعني مقارنة الأدمغة في مختلف المراحل الجينية أو المسببة للأمراض يمكن أن تكشف عن معلومات مهمة حول التطور الطبيعي أو غير الطبيعي داخل نوع معين ، والدراسات المقارنة عبر الأنواع لديها إمكانات مماثلة للكشف عن الاتجاهات التطورية والعلاقات التطورية.
بالنظر إلى أن طرائق التصوير المستخدمة بشكل شائع لتحقيقات قياس شكل الدماغ هي أساسًا ذات طبيعة جزيئية أو حتى دون ذرية ، فقد يتداخل عدد من العوامل مع القياس الكمي المشتق لهياكل الدماغ. وتشمل هذه جميع المعايير المذكورة في «التطبيقات» وكذلك حالة الترطيب والحالة الهرمونية والأدوية وتعاطي المخدرات.

##### متطلبات تقنية
هناك شرطان أساسيان أساسيان لقياس شكل الدماغ: أولاً ، يجب أن تكون ميزات الدماغ ذات الأهمية قابلة للقياس ، وثانيًا ، يجب أن تكون الأساليب الإحصائية في مكانها الصحيح لمقارنة القياسات من الناحية الكمية. تشكل مقارنات ميزات الشكل أساس تصنيف Linnaean ، وحتى في حالات التطور المتقارب أو اضطرابات الدماغ ، فإنها لا تزال توفر ثروة من المعلومات حول طبيعة العمليات المعنية. لطالما كانت مقارنات الأشكال مقيدة بمقاييس بسيطة تعتمد على الحجم أو الشرائح ولكنها استفادت بشكل كبير من الثورة الرقمية ، حيث يمكن الآن التعامل مع جميع أنواع الأشكال بأي عدد من الأبعاد عدديًا.
بالإضافة إلى ذلك ، على الرغم من أن استخراج المعاملات الشكلية مثل كتلة الدماغ أو حجم الخمور قد يكون واضحًا نسبيًا في عينات ما بعد الوفاة ، فإن معظم الدراسات في الكائنات الحية يجب بالضرورة أن تستخدم نهجًا غير مباشر: حيث يتم الحصول على التمثيل المكاني للدماغ أو مكوناته من خلال بعض تقنيات التصوير العصبي المناسبة ، ويمكن بعد ذلك تحليل المعاملات ذات الأهمية على هذا الأساس. مثل هذا التمثيل البنيوي للدماغ هو أيضا شرط أساسي لتفسير وظيفي تصوير الأعصاب .
يعتمد تصميم دراسة قياس شكل الدماغ على عوامل متعددة يمكن تصنيفها تقريبًا على النحو التالي: أولاً ، اعتمادًا على ما إذا كانت القضايا الوراثية أو المرضية أو النشوء والتطور مستهدفة ، يمكن تصميم الدراسة على أنها طولية (داخل نفس الدماغ ، يتم قياسها في أوقات مختلفة ) ، أو مقطعي (عبر العقول). ثانيًا ، يمكن الحصول على بيانات صورة الدماغ باستخدام طرائق مختلفة لتصوير الأعصاب . ثالثًا ، يمكن تحليل خصائص الدماغ على مستويات مختلفة (على سبيل المثال في الدماغ كله ، مناطق الاهتمام ، الهياكل القشرية أو تحت القشرية). رابعًا ، يمكن أن تخضع البيانات لأنواع مختلفة من خطوات المعالجة والتحليل. يهتم قياس شكل الدماغ كنظام بشكل أساسي بتطوير الأدوات التي تتناول هذه النقطة الرابعة والتكامل مع النقاط السابقة.

## منهجيات
باستثناء أنسجة الدماغ التي تعتمد على الشرائح عادةً، يتم تخزين بيانات التصوير العصبي عموما كمصفوفات من وحدة البكسل . وبالتالي ، تُعرف الطريقة الأكثر شيوعًا للقياس التشكل باسم قياس التشكل المستند إلى فوكسل (VBM ؛ راجع. رايت وآخرون ، 1995 ؛ أشبورنر وفريستون ، 2000 ؛ جود وآخرون ، 2001 ). ومع ذلك ، نظرًا لأن بكسل التصوير ليس وحدة ذات مغزى بيولوجيًا ، فقد تم تطوير مناهج أخرى من المحتمل أن تحمل توافقاً أوثق مع الهياكل البيولوجية: قياس التشوه القائم على التشوه (DBM) ، وقياس التشكل السطحي (SBM) وتتبع الألياف على أساس الانتشار الموزون. التصوير (DTI أو DSI). يتم إجراء الأربعة في العادة استنادًا إلى بيانات التصوير بالرنين المغناطيسي (MR) ، مع استخدام الثلاثة السابقة بشكل شائع باستخدام T1 (على سبيل المثال المغنطة إعداد صدى التدرج السريع ، MP-RAGE) وأحيانًا متواليات النبضات الموزونة على شكل T2 ، بينما يستخدم DTI / DSI سلاسل موزونة بالانتشار . ومع ذلك ، فإن التقييم الأخير لخوارزميات / برامج قياس التشكل يوضح عدم الاتساق بين العديد منها.  وهذا يجعل من الضروري التحقق من صحة منهجية وكمية وتقييم المجال.

### قياس شكل الدماغ القائم على التصوير بالرنين المغناطيسي بوزن T1

#### المعالجة المسبقة
يتم إنشاء صور التصوير بالرنين المغناطيسي من خلال تفاعل معقد بين المجالات الكهرومغناطيسية الثابتة والديناميكية والأنسجة المعنية ، أي الدماغ المغلف في رأس الموضوع. ومن ثم ، فإن الصور الأولية تحتوي على ضوضاء من مصادر مختلفة - أي حركات الرأس (يستغرق المسح المناسب لقياس التشكل عادةً 10 دقائق) التي يصعب تصحيحها أو نمذجتها ، ومجالات التحيز (أي من المجالات الكهرومغناطيسية المعنية متجانسة عبر الرأس كله أو المخ) التي يمكن نمذجتها.
في ما يلي ، يتم تقسيم الصورة إلى أنسجة غير دماغية وأنسجة دماغية ، وعادة ما يتم تقسيم هذه الأخيرة إلى ما لا يقل عن مادة رمادية (GM) ، ومادة بيضاء (WM) ، والسائل النخاعي (CSF). نظرًا لأن وحدات البكسل الموجودة بالقرب من حدود الفئة لا تحتوي عمومًا على نوع واحد فقط من الأنسجة ، فإن تأثيرات الحجم الجزئية تترتب على ذلك يمكن تصحيحه.
للمقارنات عبر عمليات المسح المختلفة (داخل أو عبر الموضوعات) ، يتم التخلص من الاختلافات في حجم وشكل الدماغ عن طريق التطبيع المكاني (أي تسجيل) الصور الفردية إلى مساحة التوضيع التجسيمي لدماغ القالب. يمكن إجراء التسجيل باستخدام الدقة المنخفضة (أي تحويلات الجسم الصلب أو التحويل الأفيني ) أو طرق عالية الدقة (أي غير خطية للغاية) ، ويمكن إنشاء قوالب من مجموعة العقول للدراسة ، من أطلس الدماغ أو نموذج مشتق المولد .
يمكن استخدام كل من الصور المسجلة وحقول التشوه التي تم إنشاؤها عند التسجيل للتحليلات الشكلية ، وبالتالي توفير الأساس لقياس التشكل المعتمد على فوكسل (VBM) وقياس التشوه القائم على التشوه (DBM). يمكن أيضًا استخدام الصور المجزأة إلى فئات الأنسجة لتحويل حدود التجزئة إلى أسطح حدودية ، والتي يعتبر تحليلها محور قياس التشكل السطحي (SBM).

##### قياس التشكل القائم على البكسل
بعد تجزئة الصور الفردية ، يتم تسجيلها في القالب. ثم يحتوي كل فوكسل على مقياس للاحتمالية ، وفقًا لفئة تجزئة معينة. بالنسبة للمادة الرمادية ، يُشار إلى هذه الكمية عادةً باسم كثافة المادة الرمادية (GMD) أو تركيز المادة الرمادية (GMC) أو احتمال المادة الرمادية (GMP).
من أجل تصحيح التغييرات في الحجم بسبب التسجيل ، يمكن حساب حجم المادة الرمادية (GMV) في الدماغ الأصلي بضرب GMD مع محددات جاكوبي للتشوهات المستخدمة لتسجيل الدماغ في القالب. يتم تعريف وحدات التخزين الخاصة بالفئة لـ WM و CSF بشكل متماثل.
يمكن بعد ذلك تحليل الفروق المحلية في الكثافة أو الحجم لفئات التجزئة المختلفة إحصائيًا عبر عمليات المسح وتفسيرها بمصطلحات تشريحية (مثل ضمور المادة الرمادية). نظرًا لأن VBM متاح للعديد من حزم برامج التصوير العصبي الرئيسية (على سبيل المثال FSL وSPM ) ، فهي توفر أداة فعالة لاختبار أو إنشاء فرضيات محددة حول التغيرات الدماغية بمرور الوقت. من الجدير بالذكر أنه على عكس DBM ، تم توجيه انتقادات كبيرة وعبارات تحذير بشأن التفسير الصحيح لنتائج VBM من قبل مجتمع حوسبة الصور الطبية  

###### قياس التشوه القائم على التشوه
في DBM ، يتم استخدام خوارزميات التسجيل غير الخطية بدرجة عالية ، ولا يتم إجراء التحليلات الإحصائية على وحدات البكسل المسجلة ولكن على حقول التشوه المستخدمة لتسجيلها (والتي تتطلب مناهج متعددة المتغيرات) أو الخصائص العددية المشتقة منها ، مما يسمح بنهج أحادي المتغير. أحد المتغيرات الشائعة - يشار إليها أحيانًا باسم قياس التشكل القائم على Tensor (TBM) — يعتمد على المحدد اليعقوبي لمصفوفة التشوه.
بالطبع ، توجد حلول متعددة لإجراءات الالتواء غير الخطية هذه ، ولإيجاد توازن مناسب بين المتطلبات المتعارضة المحتملة لملاءمة الشكل العالمي والمحلي ، يتم تطوير خوارزميات تسجيل أكثر تعقيدًا. ومع ذلك ، فإن معظمها باهظ التكلفة من الناحية الحسابية إذا تم تطبيقه باستخدام شبكة عالية الدقة. تتمثل أكبر ميزة لـ DBM فيما يتعلق بـ VBM في قدرتها على اكتشاف التغييرات الطفيفة في الدراسات الطولية. ومع ذلك ، نظرًا للتنوع الكبير في خوارزميات التسجيل ، لا يوجد معيار مقبول على نطاق واسع لـ DBM ، مما حال أيضًا دون دمجها في حزم برامج التصوير العصبي الرئيسية.

###### قياس التشكل القائم على النمط
قياس التشكل القائم على النمط (PBM) هو طريقة لقياس شكل الدماغ تم طرحها لأول مرة في PBM.  يعتمد على DBM و VBM. يعتمد PBM على تطبيق تعلم القاموس المتفرق على قياس التشكل. على عكس النهج النموذجية القائمة على فوكسل والتي تعتمد على الاختبارات الإحصائية أحادية المتغير في مواقع فوكسل محددة ، يستخرج PBM أنماطًا متعددة المتغيرات مباشرة من الصورة بأكملها. ميزة هذا هو أن الاستنتاجات لا يتم إجراؤها محليًا كما هو الحال في VBM أو DBM ولكن بشكل عام. يسمح هذا للطريقة باكتشاف ما إذا كانت مجموعات وحدات البكسل مناسبة بشكل أفضل لفصل المجموعات التي تتم دراستها بدلاً من وحدات البكسل الفردية. كما أن الطريقة أكثر قوة للتغيرات في خوارزميات التسجيل الأساسية مقارنة بتحليل DBM النموذجي

###### قياس التشكل السطحي
بمجرد مجزأة الدماغ، والحدود بين فئات مختلفة من الأنسجة يمكن بناؤها كسطح التي تحليل المورفومترية يمكن المضي قدما (على سبيل المثال نحو gyrification )، أو على أي نتائج هذه التحليلات يمكن المتوقع .

###### تقنيات تتبع الألياف
تقنيات تتبع الألياف العصبية هي أحدث نسل لهذه المجموعة من الأساليب المورفولوجية القائمة على التصوير بالرنين المغناطيسي. يحددون مسار الألياف العصبية داخل الدماغ عن طريق تصوير موتر الانتشار أو تصوير طيف الانتشار (على سبيل المثال Douaud et al.، 2007 and O'Donnell et al.، 2009 ).

## اختلاف الشكل
Diffeomorphometry  هو التركيز على مقارنة الأشكال والأشكال بهيكل متري قائم على الأشكال المختلفة ، وهو أساسي في مجال علم التشريح الحسابي .  التسجيل Diffeomorphic ،  تقديمه في التسعينيات ، أصبح الآن لاعبًا مهمًا يستخدم الإجراءات الحسابية لبناء المراسلات بين أنظمة الإحداثيات بناءً على الميزات المتفرقة والصور الكثيفة ، مثل ANTS ،  DARTEL ،  DEMONS ،  LDDMM ،  أو LDDMM الثابتة.  يعد قياس التشكل القائم على فوكسل (VBM) طريقة مهمة مبنية على العديد من هذه المبادئ. يتم استخدام الطرق القائمة على التدفقات المختلفة الشكل في ، على سبيل المثال ، يمكن أن تكون التشوهات عبارة عن أشكال مختلفة من الفضاء المحيط ، مما يؤدي إلى إطار LDDMM ( رسم خرائط متري تشوه كبير) لمقارنة الأشكال .  أحد هذه التشوهات هو المقياس الثابت الصحيح للتشريح الحسابي الذي يعمم مقياس التدفقات غير القابلة للانضغاط Eulerian لتشمل معيار Sobolev ، مما يضمن سلاسة التدفقات.  تم أيضًا تحديد المقاييس المرتبطة بضوابط هاميلتونية للتدفقات المختلفة. 

## التطبيقات
تحدث التغييرات الأكبر من الناحية النوعية داخل الفرد بشكل عام أثناء التطور المبكر وتحدث التغييرات الأكثر دقة أثناء الشيخوخة والتعلم ، في حين أن التغيرات المرضية يمكن أن تختلف بشكل كبير في مداها وتزداد الفروق بين الأفراد أثناء وعبر العمر. توفر طرق قياس الشكل الموصوفة أعلاه وسيلة لتحليل هذه التغييرات كميًا ، وقد تم تطبيق التصوير بالرنين المغناطيسي على المزيد من مجموعات الدماغ ذات الصلة بهذه المقاييس الزمنية ، سواء داخل البشر أو عبر الأنواع. ومع ذلك ، في الوقت الحالي ، فإن معظم تطبيقات قياس شكل الدماغ القائم على التصوير بالرنين المغناطيسي لها تركيز سريري ، أي أنها تساعد في تشخيص ومراقبة الاضطرابات العصبية والنفسية ، ولا سيما الأمراض العصبية التنكسية (مثل الزهايمر) أو الاضطرابات الذهانية (مثل الفصام).

### تنمية الدماغ
نادرًا ما يتم إجراء التصوير بالرنين المغناطيسي أثناء الحمل وفترة حديثي الولادة ، وذلك لتجنب إجهاد الأم والطفل. ومع ذلك ، يتم الحصول على هذه البيانات في حالات مضاعفات الولادة والأحداث السريرية الأخرى. على سبيل المثال ، قام Dubois et al. ، 2008 بتحليل التحريف في الأطفال حديثي الولادة المبتسرين عند الولادة ووجدوا أنها تنبؤية لدرجة وظيفية في العمر المكافئ للوقت ، وسيراج وآخرون.  بنى أطلسًا رباعي الأبعاد لدماغ حديثي الولادة النامي والذي أدى إلى بناء منحنيات نمو الدماغ من 28 إلى 44 أسبوعًا من عمر ما بعد الحيض. فيما وراء الخدج ، كان هناك عدد من دراسات MR-morphometric الطولية واسعة النطاق (غالبًا ما يتم دمجها مع مناهج مقطعية وطرائق تصوير عصبي أخرى) للنمو الطبيعي للدماغ عند البشر. باستخدام عدد من الأساليب القائمة على فوكسل وعدد من الأساليب التكميلية ، كشفت هذه الدراسات (أو أكدت بشكل غير جراحي ، من منظور الدراسات النسيجية السابقة التي لا يمكن أن تكون طولية) أن نضج الدماغ يتضمن نموًا تفاضليًا للمادة الرمادية والبيضاء ، وهذا المسار الزمني النضج ليس خطيًا وأنه يختلف بشكل ملحوظ عبر مناطق الدماغ. من أجل تفسير هذه النتائج ، يجب أن تؤخذ العمليات الخلوية في الاعتبار ، خاصة تلك التي تحكم تقليم المحاور والتشعبات والمشابك حتى يتحقق نمط البالغين من الاتصال الكامل للدماغ (والذي يمكن مراقبته بشكل أفضل باستخدام تقنيات موزونة بالانتشار) .

#### الشيخوخة
بينما تزداد المادة البيضاء خلال مراحل التطور المبكر والمراهقة ، وتقل المادة الرمادية في تلك الفترة بشكل عام لا تشمل أجسام الخلايا العصبية ، يختلف الوضع بعد سن الخمسين عامًا تقريبًا عندما يؤثر الضمور على اللون الرمادي وربما أيضًا المادة البيضاء. التفسير الأكثر إقناعًا لهذا هو أن الخلايا العصبية الفردية تموت ، مما يؤدي إلى فقدان كل من أجسامها الخلوية (أي المادة الرمادية) ومحاورها النخاعية (أي المادة البيضاء). يمكن ملاحظة تغيرات المادة الرمادية عبر كل من كثافة المادة الرمادية والتدوير. يشير أن فقدان المادة البيضاء ليس واضحًا كما هو الحال بالنسبة للمادة الرمادية إلى حدوث تغيرات أيضًا في الأنسجة غير العصبية ، مثل الأوعية الدموية أو الخلايا الدبقية الصغيرة.

##### التعلم والمرونة
ربما يكون التأثير الأكثر عمقًا حتى الآن لقياس شكل الدماغ على فهمنا للعلاقات بين بنية الدماغ ووظيفته قد تم توفيره من خلال سلسلة من دراسات VBM التي تستهدف الكفاءة في مختلف العروض: تم العثور على سائقي سيارات الأجرة المرخصين في لندن لإظهار زيادة ثنائية من المادة الرمادية الحجم في الجزء الخلفي من الحصين ، بالنسبة إلى الضوابط من عامة السكان وسائقي حافلات لندن المطابقين لتجربة القيادة ومستويات الإجهاد . وبالمثل ، وجد أيضًا أن تغييرات المادة الرمادية ترتبط بالخبرة المهنية في الموسيقيين وعلماء الرياضيات والمتأملين ، وبإتقان اللغة الثانية.
علاوة على ذلك ، يمكن اكتشاف تغيرات المادة الرمادية الثنائية في القشرة الجدارية الخلفية والجانبية لطلاب الطب الذين يحفظون لامتحان متوسط خلال فترة ثلاثة أشهر فقط.
ألهمت هذه الدراسات حول التدريب المهني أسئلة حول حدود قياس التشكل القائم على التصوير بالرنين المغناطيسي من حيث الفترات الزمنية التي يمكن خلالها اكتشاف التغيرات الهيكلية في الدماغ. المحددات المهمة لهذه الحدود هي السرعة والمدى المكاني للتغييرات نفسها. بالطبع ، يمكن لبعض الأحداث مثل الحوادث أو السكتة الدماغية أو ورم خبيث في الورم أو التدخل الجراحي أن تغير بعمق بنية الدماغ خلال فترات قصيرة جدًا ، ويمكن تصور هذه التغييرات باستخدام التصوير بالرنين المغناطيسي وتقنيات التصوير العصبي الأخرى. نظرًا للقيود الزمنية في ظل هذه الظروف ، نادرًا ما يشارك قياس شكل الدماغ في التشخيص ولكنه يستخدم لرصد التقدم على مدار أسابيع وشهور وأطول.
وجدت إحدى الدراسات أن المبتدئين الذين يمارسون ألعاب الخفة أظهروا توسعًا ثنائيًا في المادة الرمادية في المنطقة البصرية الزمنية الوسطى (المعروفة أيضًا باسم V5) خلال فترة ثلاثة أشهر تعلموا خلالها الحفاظ على سلسلة ثلاثية الكرة لمدة دقيقة على الأقل. لم يلاحظ أي تغييرات في المجموعة الضابطة التي لم تشارك في شعوذة. تقلص مدى هذه التغييرات في المشعوذون خلال فترة ثلاثة أشهر لاحقة لم يمارسوا فيها ألعاب الخفة. لمزيد من حل المسار الزمني لهذه التغييرات ، تم تكرار التجربة مع مجموعة شابة أخرى تم مسحها ضوئيًا في فترات زمنية أقصر ، وبحلول ذلك الوقت كان من الممكن بالفعل العثور على التغييرات النموذجية في V5 بعد سبعة أيام فقط من ممارسة الشعوذة. كانت التغييرات الملحوظة أكبر في مرحلة التعلم الأولية منها أثناء التدريب المستمر.
في حين تضمنت الدراستان السابقتان طلابًا في أوائل العشرينات من عمرهم ، فقد تكررت التجارب مؤخرًا مع مجموعة من كبار السن ، وكشفت عن نفس النوع من التغييرات الهيكلية ، على الرغم من ضعف أداء الشعوذة لهذه المجموعة.
باستخدام نوع مختلف تمامًا من التدخل - تطبيق التحفيز المغناطيسي عبر الجمجمة في جلسات يومية على مدار خمسة أيام - لوحظت تغييرات في المناطق المستهدفة TMS وبالقرب منها وكذلك في العقد القاعدية للمتطوعين في منتصف العشرينات من العمر ، مقارنة بمجموعة التحكم التي تلقت الدواء الوهمي. من الممكن ، مع ذلك ، أن هذه التغييرات تعكس ببساطة تأثيرات الأوعية الدموية.
مجتمعة ، تدعم هذه الدراسات المورفومترية بقوة فكرة أن مرونة الدماغ - التغيرات في بنية الدماغ - تظل ممكنة طوال الحياة وقد تكون أيضًا تكيفًا مع التغيرات في وظائف الدماغ والتي ثبت أيضًا أنها تتغير مع التجربة. كان عنوان هذا القسم يهدف إلى التأكيد على هذا ، أي أن المرونة والتعلم يقدمان منظورين - وظيفي وبنيوي - في نفس الظاهرة ، دماغ يتغير بمرور الوقت.

##### أمراض الدماغ
أمراض الدماغ هي المجال الذي يتم تطبيق قياس شكل الدماغ عليه في أغلب الأحيان ، وحجم الأدبيات حول هذا كبير.

###### تطور الدماغ
تتراكم تغيرات الدماغ أيضًا على مدى فترات أطول من حياة الفرد ، ولكن على الرغم من أن دراسات التوائم قد أثبتت أن بنية الدماغ البشري قابلة للتوريث بدرجة كبيرة ، إلا أن دراسات قياس شكل الدماغ بهذا النطاق الموسع نادرة. ومع ذلك ، في سياق الاضطرابات ذات المكون الوراثي المعروف أو المشتبه به ، فقد قارن عدد من الدراسات قياس شكل الدماغ للمرضى مع كل من الضوابط غير المصابة والأشخاص المعرضين لخطر الإصابة بالاضطراب. تشمل المجموعة الأخيرة عادة أفراد الأسرة.
حتى الفجوات الزمنية الأكبر يمكن سدها بمقارنة التجمعات البشرية بتاريخ طويل بما فيه الكفاية من الفصل الجيني ، مثل أوروبا الوسطى واليابانية. قارنت إحدى الدراسات السطحية شكل الدماغ بين هاتين المجموعتين ووجدت اختلافًا في عدم تناسق الدماغ المعتمد على الجنس. توفر دراسات التصوير العصبي من هذا النوع ، جنبًا إلى جنب مع الدراسات الوظيفية والبيانات السلوكية ، طرقًا واعدة وغير مستكشفة إلى حد كبير حتى الآن لفهم أوجه التشابه والاختلاف بين مجموعات مختلفة من الناس.
مثل التحليلات المورفولوجية التي تقارن الأدمغة في مراحل مختلفة من الجينات الوراثية أو الممرضة يمكن أن تكشف عن معلومات مهمة حول التطور الطبيعي أو غير الطبيعي داخل نوع معين ، فإن الدراسات المقارنة بين الأنواع لديها إمكانية مماثلة للكشف عن الاتجاهات التطورية والعلاقات التطورية. في الواقع ، شكلت مقارنات الأشكال (على الرغم من التاريخ التاريخي مع التركيز على المعايير النوعية) أساس التصنيف البيولوجي قبل عصر علم الوراثة. توجد ثلاثة مصادر رئيسية للتحقيقات التطورية المقارنة: الأحافير ، المحفوظة حديثًا بعد الوفاة أو الدراسات في الجسم الحي .
يهيمن السجل الأحفوري على الهياكل التي تم تمعدنها بيولوجيًا بالفعل خلال عمر الكائن الحي المعني (في حالة الفقاريات ، وخاصة الأسنان والعظام). نادرًا ما تتحجر الأدمغة ، مثل الأنسجة الرخوة الأخرى ، ولكنها تحدث في بعض الأحيان. ربما كان أقدم دماغ فقاري معروف اليوم ينتمي إلى سمكة الفئران التي عاشت منذ حوالي 300 مليون سنة ( Pradel et al. ، 2009 ). في حين أن التقنية الأكثر استخدامًا لتصوير الحفريات هي التصوير المقطعي المحوسب (CT) ، فقد تم تصوير هذه العينة الخاصة عن طريق التصوير المقطعي السنكروتروني ، وتشير دراسات التصوير بالرنين المغناطيسي الحديثة مع الحفريات إلى أنه يمكن استخدام الطريقة لتصوير مجموعة فرعية على الأقل من الأدمغة المتحجرة.
كما تم الحصول على صور MR من دماغ مومياء مصرية عمرها 3200 عام. ومع ذلك ، فإن المنظورات ضئيلة ، حيث إن أي مجموعة بيانات تصويرية ثلاثية الأبعاد للدماغ الأحفوري أو شبه الأحفوري أو المحنط ستكون ذات فائدة كبيرة في التحليلات الشكلية من النوع الموصوف هنا ، نظرًا لأن عمليات التحنيط والتحجر تغير البنية بشكل كبير من الأنسجة الرخوة بطريقة خاصة بالعينة الفردية والمناطق الفرعية فيها.
من ناحية أخرى ، تسمح عينات التشريح من الأنواع الحية أو المنقرضة مؤخرًا بالحصول على صفات MR صورة كافية لتحليلات الشكل ، على الرغم من أنه يجب أخذ أدوات الحفظ في الاعتبار. تشمل دراسات التصوير بالرنين المغناطيسي السابقة عينات محفوظة في الفورمالين بالتجميد أو في الكحول.
سيكون السطر الثالث من الأدلة المقارنة عبارة عن أنواع متقاطعة في دراسات التصوير بالرنين المغناطيسي في الجسم الحي مثل تلك التي أجراها Rilling & Insel (1998) ، الذي بحث في أدمغة أحد عشر نوعًا من الرئيسيات بواسطة VBM من أجل إلقاء ضوء جديد على تطور دماغ الرئيسيات. جمعت دراسات أخرى المقاييس الشكلية مع المقاييس السلوكية ، ولا يقتصر تطور الدماغ على الرئيسيات فقط: يحدث التغيّر عبر أدمغة الثدييات إذا وصل حجمها إلى عدة سنتيمترات — مع سيطرة الحوتيات على الطرف العلوي من الطيف — ويزداد بشكل عام ببطء مع الحجم الكلي للدماغ ، بعد قانون السلطة.